# Дзиндай модзи

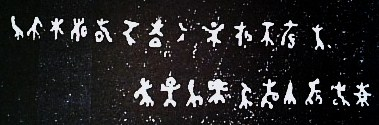
Докитайская письменность с Хоккайдо

Дзиндай модзи или Камиё модзи (яп. 神代文字, «Письменность эры богов») — общее название гипотетических японских систем письма, которые якобы существовали до появления на островах китайской иероглифики.

## Гипотеза существования

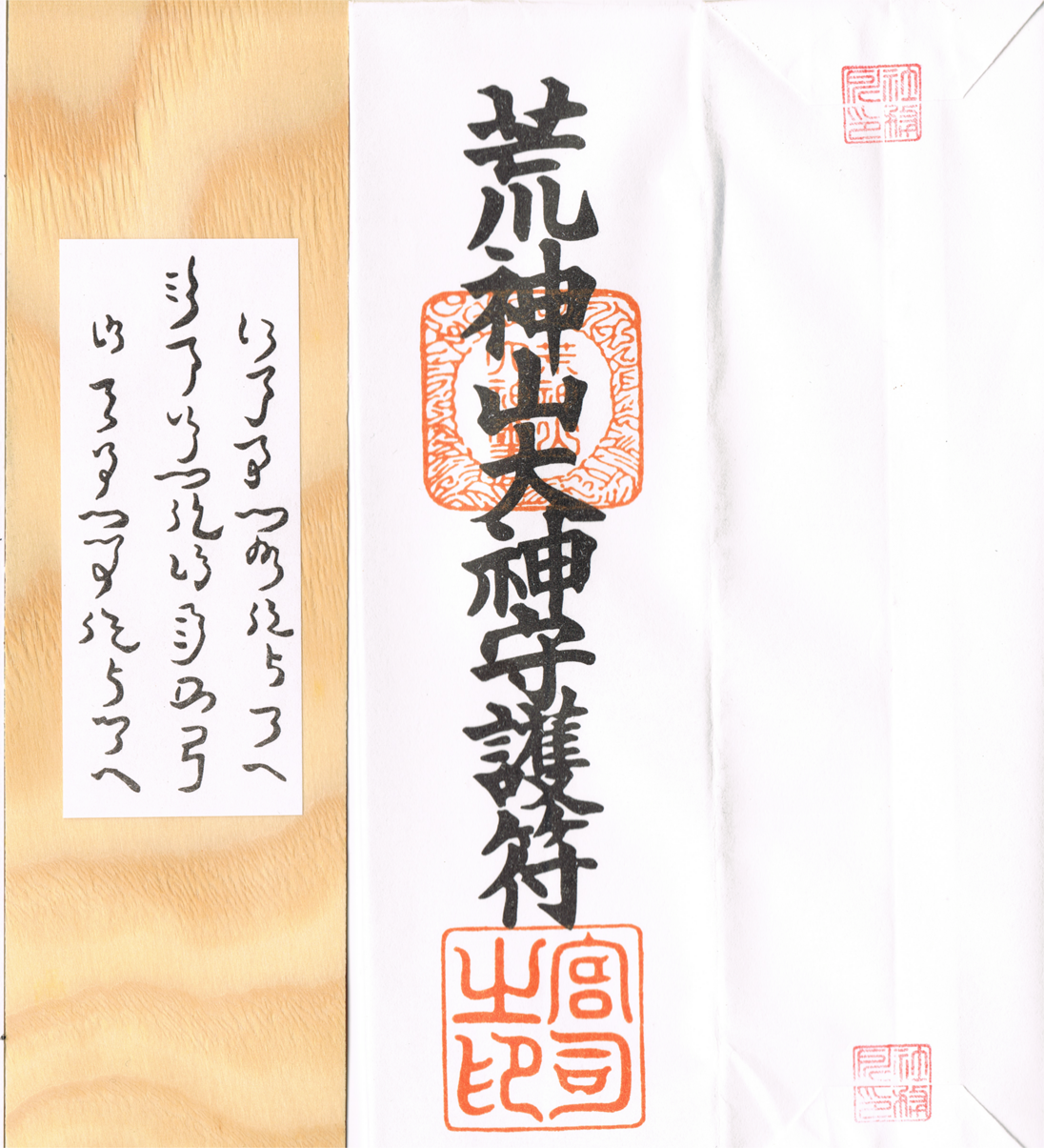
Амулет с дзиндай модзи, изданный храмом

Гипотеза существования письменности дзиндай модзи впервые появилась в работах японских лингвистов эпохи Эдо (1603—1867) и развивалась в эпоху Мэйдзи. В этих работах письменность называлась «хибуми» (日文), «анаити» (天名地鎮) или «хоцума» (秀真). В начальный период благодаря работам Хираты Ацутанэ распространилось название «хибуми». Исследования древнеяпонской письменности начались на волне осознания японцами своей национальной идентичности и поиска японской оригинальности.
Азбука дзиндай модзи имела 48 знаков — столько же, сколько и японская слоговая азбука кана. Порядок знаков отвечал традиционному порядку слогов в стихотворении ироха. Дзиндай модзи классифицировались как слоговое фонетическое письмо. На вид оно походило на смесь корейского хангыля и скандинавских рун.
В настоящее время (2000-е годы) тексты, написанные дзиндай модзи, находятся во многих синтоистских святилищах, однако аутентичность этих текстов нередко ставится под сомнение.

## Критика
Японский лингвист Хироси Цукисима отрицает древнее происхождение дзиндай модзи и указывает на фабрикацию этой системы письма средневековыми учёными. В доказательство он приводит следующие аргументы:
- Дзиндай модзи является поздним фонетическим типом письма и не может предшествовать появлению письма идеографического. Существование дзиндай модзи противоречит общепринятым представлениям о развитии письменности.
- В период Нара в японском языке кроме современных слогов, представленных 48-ю слогами каны, существовало ещё 13 других звуков. Однако в дзиндай модзи они не представлены.
- В текстах периода Хэйан нет упоминаний про существование в Японии письменности до появления китайских иероглифов. Также не существует аутентичных текстов до периода Хэйан, написанных на дзиндай модзи.
- Все тексты, написанные на дзиндай модзи, являются новейшими копиями сравнительно старых текстов, однако оригиналов и старых копий, сделанных дзиндаем, не обнаружено.
- Если бы в древности японцы действительно пользовались дзиндаем, не было бы причины для составления громоздкой манъёганы, а также более поздних хираганы и катаканы.